# Svendsen går videre
Svendsen går videre är en norsk film från 1949 i regi av Nils R. Müller. Huvudrollen som Svendsen spelas av Carsten Byhring som även skrev filmens manus.

## Rollista
- Carsten Byhring – Svendsen
- Henki Kolstad – Henrik, partiman
- Kari Diesen – Ophelia Andersen
- Arvid Nilssen – Christian Andersen
- Carsten Winger – bokhandelsexpedit
- Erna Schøyen
- Einar Vaage
- Helge Essmar
- Bjarne Bø
- Hans Bille
- Johannes Eckhoff
- Sophus Dahl
- Arve Opsahl
- Gaselle Müller
- Eugen Skjønberg
- Erik Lassen
- Dan Fosse
- Finn Mehlum
- Sigurd Werring